# 名探偵も楽じゃない
『名探偵も楽じゃない』（めいたんていもらくじゃない）は、西村京太郎の長編推理小説（三人称小説）。1973年（昭和48年）12月に講談社から書き下ろしで出版された。
推理小説史に残る有名な4人の名探偵が登場する、パロディミステリ「名探偵シリーズ」4部作の第3作（紹介順に記載）。
1. エラリー・クイーンのエラリー・クイーン
2. アガサ・クリスティのエルキュール・ポアロ
3. ジョルジュ・シムノンのジュール・メグレ（退職後）[3]
4. 江戸川乱歩の明智小五郎

## あらすじ
日本に、「MMM(Member of Mystery Mania)」という推理小説マニアの同好会があった。定員は10名だが、「原書で読めること」などと参加資格が厳しく、9人しか会員はいなかった。会長の岡部弘毅は名探偵の復古を望んでおり、4人の名探偵を日本に招待する。彼は世界に支店を持つ「ホテル・オカベ」の会長でもあり、資金に不足はなかった。
都内にあるホテル・オカベの32階を会場にし、名探偵たちを迎えた5月20日、左文字京太郎という「名探偵」を自称する青年が飛び入りで参加してくる。「何かが起こる」と主張する左文字だが、MMMのメンバーは相手にしない。しかし、名探偵を歓迎するため、岡部が用意させておいた花束に添えられていたカードは、連続殺人を予告するカードに摩り替わっていた。不安と不快感の入り混じる中、岡部の音頭で乾杯が行われる。そして、彼は急死した。医者が呼ばれたが、「青酸による中毒死」と判明しただけだった。
連続殺人の予告は悪戯ではなかったのか? やがて、第2、第3の事件が起こり、次々に人が死んでいく。老いたる名探偵たちは、若い左文字に推理を任せ、動こうとしない。果たして、その真意は? そして犯人は? 動機は? 最後に名探偵たちが下した決断とは…?

### 話題性
「名探偵シリーズ」4部作の第3作だが、他の3作が以下の通り話題性に富んでいるのに対し、本作ではその点が地味である。
1. 名探偵なんか怖くない（1971年） - 4人の名探偵の共演、3億円事件の再現。
2. 名探偵が多すぎる（1972年） - アルセーヌ・ルパンと怪人二十面相が挑戦してくる。
3. 名探偵も楽じゃない（1973年） - 本作。
4. 名探偵に乾杯（1976年） - ポアロ2世を名乗る、ポアロそっくりの青年（ポアロ・マードック）が登場。『カーテン』の結末に対し、アーサー・ヘイスティングズの前で異を唱えている。

以上の内、第1作以外は「閉ざされた環境ので事件」（クローズド・サークルもの）である。また、本作と次回作は連続殺人事件を扱っているが、トリックや謎解きにアンフェアなものが含まれている。
若い名探偵への待望論に対し、本書の「解説」で中島河太郎は、「筆者は（中略）皮肉な答えを用意している」と説明している。

## 登場人物
本作は、ホテル内での連続殺人事件（クローズド・サークルもの）である。最終的に6人が死亡している。
以下、#MMMと左文字京太郎は本作オリジナルのキャラクターであり、#4人の名探偵と吉牟田警部補は原典のあるキャラクターである。

### MMMと左文字京太郎
MMM(Member of Mystery Mania)は推理小説の同好会で、毎月10日に会合を持っているが、徹夜に近い状態で2～3日語り込んでいるマニアの集まりである。定員は10名だが、参加資格を厳しくしており、現在は9人しかいない。会費は月に2千円であるが、主な運営費は岡部会長に由来する40万円（1ヶ月当たり）で賄われている（岡部の寄贈した、1億円の定期預金の利息である）。
以下、死亡順と年齢に従って記載する（第3の犠牲者までは、加入順と重なっている）。この他にボーイ、フロント係、医師、花屋の主人、鈴木刑事なども登場し、行きがかり上、ボーイとフロント係は容疑者にリストアップされたが、割愛する。
岡部 弘毅
62歳でMMMの会長。ホテル・オカベの会長でもあるが、経営は息子に譲っている。第1の犠牲者。
新谷
38歳で、実質的なMMMのナンバー2。機関紙「月刊3M」の編集長を務めている。前職は、私立大学で英文学を教えていた。第2の犠牲者。
木島 蘭子
年齢不明の詩人で、髪を赤く染めている。推定年齢は20台後半～30歳後半の諸説あり。メグレの大ファン。第3の犠牲者。
秋葉
52歳で、書店を経営している。名探偵や推理小説に関する知識は膨大で、かなりの部分を暗記している。第4の犠牲者。
多木田 京介
35歳。新宿で喫茶店を経営している。第5の犠牲者。4番目に加入した。
笠井
40歳で、S銀行の日本橋支店の副支店長。ミステリー・マニアのため、出世よりも閑職を選んだ変り種。
第6の犠牲者。5番目に加入した。
高見 悦子
37歳の専業主婦。原書を読むために、30歳を過ぎてから英語塾に通った。岡部と不倫をしていた。
佐々木 具隆
27歳の大学院生。男性メンバーでは一番若い。「3M」の編集にも尽力している。連続殺人についての推理を披露する。
富士 比呂子
女子大生で、最年少のメンバー。一番新しい会員でもある。
左文字 京太郎（さもんじ -）
予定外の乱入者。名探偵を自称し、実際に私立探偵を開業しているという（ただし、開店休業状態、とも説明している）。
「ヘイゼル・アイ」と呼ばれる状況によって目の色が変わって見えるという不思議な目の持ち主で、普段はブルーだがライトが当たるとグリーンに、暗いところではブラックに、疲れてくるとグレーになる。
アメリカ人、フランス人、日本人、インディアンの4つの民族・人種の血が流れている混血児。本人によれば、アメリカ人からはタフさと行動力を、フランス人からは芸術的創造性を、日本人からは繊細さを、インディアンからは直観力を、それぞれ受け継いでいる。

### 4人の名探偵と吉牟田警部補
4人の名探偵は「左文字の後見人」、とでもいうべき態度であり、積極的に事件に関わらず、左文字（と、吉牟田警部補率いる警察）に任せている。
各名探偵の詳細については、リンク先の記述を参照。
ジュール・メグレ
フランスを代表する名探偵。パリ警視庁を定年退職した。本作で言及される階級は警部。
本作のみ、メグレ夫人は来日していない。
エルキュール・ポアロ
イギリスを代表する名探偵。前作まで「ポワロ」、本作から「ポアロ」と表記。
マッチ棒を使って魚や城を作るクセを持っている。
エラリー・クイーン
アメリカを代表する名探偵。鼻眼鏡を使用している。
「サモンジ」と発音しづらいらしく、つい「ミスター・サイモン」と呼びかけてしまう。
明智 小五郎
日本を代表する名探偵。
吉牟田 晋吉
第1作からのレギュラー。警視庁捜査一課のベテラン刑事で、50歳ぐらい。本作の階級は警部補（前作までは「刑事」とのみ表記）。明智と知り合ったのは『化人幻戯』（1954年）事件。
次回作では警部に昇進しているが、言及されるのみで未登場である。

## 原典とネタバレ
本作では、一部の原典にネタバレが明記されている。

### クイーン関係の事件
Yの悲劇（ドルリー・レーン）。
凶器に関する部分の説明で、犯人について重大なヒント（ほぼネタバレ）がある（プロットに関しては完全にネタバレ）。

### メグレの事件
男の首
犯人の名前が明示されている

### その他の事件
作品名の後に、作者名と探偵名を補足する。
獄門島（横溝正史 / 金田一耕助）
「キチガイだが仕方がない」の説明でネタバレがある
レントン館盗難事件（アーサー・モリスン）
宝石の盗難方法についてネタバレがある